# Чемпіонат світу зі спідвею
Чемпіонат світу зі спідвею - міжнародні змагання між найсильнішими спідвейними гонщиками світу. Сьогодні переможець визначається в гонках серії Гран-Прі, в якій очки набрані в гонках накопичуються і переможець визначається за підсумками всіх гонок. Проте до 1995 року чемпіон світу визначався в єдиній гонці, в якій брали участь спортсмени, які пройшли через відбіркові змагання.

## Організація

### 1936-1954 роки
Загальна система проведення чемпіонату з самого першого чемпіонату зазнала лише незначних змін. Проводилося кілька добірних кваліфікаційних раундів, у кожному з яких гонщики в заїздах по чотири учасники набирали очки. Кожен повинні бути битися з кожним із суперників. За перше місце в заїзді гонщик отримував 3 очки, друге - два, третє - одне очко.
Шістнадцять гонщиків, які набрали максимум очок проходили у фінал світового чемпіонату. Фінальне змагання складалося з 20 заїздів, в яких кожен гонщик виходив на старт по п'ять разів. Використовувалася система рівності очок, і в разі якщо декілька гонщиків набирали рівну кількість очок, то титул присуджувався кожному.
З 1939 по 1949 роки чемпіонат не проводився у зв'язку зі Другої світової війною.

### 1955-1994 роки
З 1955 року було вирішено, що гонщикам зовсім не обов'язково приїжджати до Великої Британії, щоб брати участь у відбіркових турнірах: з'явилася система зональних кваліфікацій. Скандинавські країни (Фінляндія, Данія, Швеція і Норвегія) проводили власні кваліфікації, а гонщики інших європейських країн (Австрії , Голландії, Німеччини, Польщі, СРСР і Чехословаччини) брали участь у Континентальних фіналах (так називалася кваліфікація для них) .
Однак відбіркові раунди для гонщиків з Великої Британії, США, Австралії і Нової Зеландії залишалися незмінними до 1964 року.
Кількість гонщиків, що виходили у фінал світового чемпіонату від кожного з відбіркових турів, змінювалася рік від року. Це залежало від країни, що приймає фінал змагань. Також змінювалося кількість відбіркових змагань. (так з 1972 по 1990 роки проводився ще й Інтерконтинентальний фінал між скандинавськими і англомовними країнами)

### З 1995 року
Починаючи з 1995 року титул чемпіона перестав розігруватися за підсумками єдиного змагання. Була прийнята система, аналогічна проведення чемпіонату в Формулі-1 і серії MotoGP - світова серія Гран-Прі.
Спочатку було шість етапів Гран-Прі: в Польщі, Австрії, Швеції, Данії та Великої Британії.
У гонках використовувалася стара система: 20 заїздів, в ході яких кожен гонщик зустрічається на трасі з кожним з суперників. Проте з'явилося і нововведення: між чотирма гонщиками, що набрали максимальну кількість очок проводився додатковий заїзд, в якому і розігрувалися 4 перших місця етапу Гран-Прі.
Система очок була наступна:
- 25 очок отримував переможець етапу
- 18, 16, 14, 13, 12, 11, 9, 8, 7, 6, 4, 3, 2
- 1 очко отримував гонщик, що зайняв 16-е місце.

Система кілька разів змінювалася. У сучасному вигляді в Гран-Прі бере участь 16 гонщиків. 8 з них - спортсмени, які зайняли перші 8 місць минулого чемпіонату. Троє відбираються у відбіркових змаганнях. Четверо берть участь завдяки так званим «диким карткам » - вони призначаються фахівцями BSI (Benfield Sports International - організація, яка за договором з федерацією мотоспорту володіє правами на проведення чемпіонату світу зі спідвею) на основі власного аналітичного дослідження. І ще один гонщик також призначається BSI безпосередньо перед кожним етапом виходячи з цілей залучення максимальної глядацької аудиторії (зазвичай - гонщик із країни, що приймає етап Гран-прі).
Також наперед визначається список із шести запасних, які зможуть замінити основних гонщиків, якщо ті з яких-небудь причин не зможуть взяти участь у тому чи іншому етапі.
У сезоні 2009 року було проведено 11 етапів Гран-Прі:
- Гран-Прі Чехії
- Гран-Прі Європи
- Гран-Прі Швеції
- Гран-Прі Данії
- Гран-Прі Великої Британії
- Гран-Прі Латвії
- Гран-Прі Скандинавії
- Північне Гран-Прі
- Гран-Прі Словенії
- Гран-Прі Італії
- Гран-Прі Польщі

## Таблиця призерів
| Рік                                          | Переможець                          | Друге місце                       | Третє місце                     |
| -------------------------------------------- | ----------------------------------- | --------------------------------- | ------------------------------- |
| 1936 Вемблі, Велика Британія                 | Ліонель ван Прааг (Aus) 14 (+12) 26 | Ерік Ленгтон (Eng) 13 (+13) 26    | Блю Вілкінсон (Aus) 15 (+10) 25 |
| 1937 Вемблі, Велика Британія                 | Джек Мілн (USA) 15 (+13) 28         | Вілбур Ламоро (USA) 13 (+12) 25   | Корді Мілн (USA) 12 (+11) 23    |
| 1938 Вемблі, Велика Британія                 | Блю Вілкінсон (Aus) 14(+8) 22       | Джек Мілн (USA) 14 (+7) 21        | Вілбур Ламоро (USA) 13 (+7) 20  |
| Чемпіонати не проводилися з 1939 по 1948 рік |                                     |                                   |                                 |
| 1949 Вемблі, Велика Британія                 | Томмі Прайс (Eng) 15                | Джек Паркер (Eng) 14              | Луїс Лоусон (Eng) 13            |
| 1950 Вемблі, Велика Британія                 | Фредді Вільямс (Wal) 14             | Воллі Грін (Eng) 13               | Грем Воррен (Eng) 12            |
| 1951 Вемблі, Велика Британія                 | Джек Янг (Aus) 12                   | Спліт Вотермен (Eng) 12           | Джек Біґґз (Aus) 12             |
| 1952 Вемблі, Велика Британія                 | Джек Янг (Aus) 14                   | Фредді Вільямс (Wal) 13           | Боб Оуклі (Eng) 12              |
| 1953 Вемблі, Велика Британія                 | Фредді Вільямс (Wal) 14             | Спліт Вотермен (Eng) 13           | Гейфф Мардон (NZ) 12            |
| 1954 Вемблі, Велика Британія                 | Ронні Мур (NZ) 15                   | Брайан Кратчер (Eng) 13           | Олле Нігрен (Swe) 13            |
| 1955 Вемблі, Велика Британія                 | Пітер Крейвен (Eng) 13              | Ронні Мур (NZ) 12                 | Баррі Бріггс (NZ) 12            |
| 1956 Вемблі, Велика Британія                 | Ове Фундін (Swe) 13                 | Ронні Мур (NZ) 12                 | Артур Форрест (GB) 11           |
| 1957 Вемблі, Велика Британія                 | Баррі Бріггс (NZ) 14                | Ове Фундін (Swe) 14               | Пітер Крейвен (GB) 11           |
| 1958 Вемблі, Велика Британія                 | Баррі Бріггс (NZ) 15                | Ове Фундін (Swe) 13               | Ауб Лавсон (Aus) 11             |
| 1959 Вемблі, Велика Британія                 | Ронні Мур (NZ) 15                   | Ове Фундін (Swe) 13               | Баррі Бріггс (NZ) 11            |
| 1960 Вемблі, Велика Британія                 | Ове Фундін (Swe) 14                 | Ронні Мур (NZ) 14                 | Пітер Крейвен (GB) 14           |
| 1961 Мальме, Швеція                          | Ове Фундін (Swe) 14                 | Бьорн Кнутссон (Swe) 12           | Гете Нордін (Swe) 12            |
| 1962 Вемблі, Велика Британія                 | Пітер Крейвен (GB) 14               | Баррі Бріггс (NZ) 13              | Ове Фундін (Swe) 10             |
| 1963 Вемблі, Велика Британія                 | Ове Фундін (Swe) 14                 | Бьорн Кнутссон (Swe) 13           | Баррі Бріггс (NZ) 12            |
| 1964 Гетеборг, Швеція                        | Баррі Бріггс (NZ) 15                | Ігор Плеханов (USSR) 13           | Ове Фундін (Swe) 13             |
| 1965 Вемблі, Велика Британія                 | Бьорн Кнутссон (Swe) 14             | Ігор Плеханов (USSR) 13           | Ове Фундін (Swe) 13             |
| 1966 Гетеборг, Швеція                        | Баррі Бріггс (NZ) 15                | Сверре Харрфельдт (Nor) 14        | Антонін Ворина (Pol) 13         |
| 1967 Вемблі, Велика Британія                 | Ове Фундін (Swe) 14                 | Бенгт Янссон (Swe) 14             | Айвен Мейджер (NZ) 13           |
| 1968 Гетеборг, Швеція                        | Айвен Мейджер (NZ) 15               | Баррі Бріггс (NZ) 12              | Едвард Янцаж (Pol) 11           |
| 1969 Вемблі, Велика Британія                 | Айвен Мейджер (NZ) 14               | Баррі Бріггс (NZ) 11              | Сьорен Шестен (Swe) 11          |
| 1970 Вроцлав, Польща                         | Айвен Мейджер (NZ) 15               | Павел Валошек (Pol) 14            | Антонін Ворина (Pol) 13         |
| 1971 Гетеборг, Швеція                        | Оле Ольсен (Den) 15                 | Айвен Мейджер (NZ) 12             | Бенгт Янссон (Swe) 12           |
| 1972 Вемблі, Велика Британія                 | Айвен Мейджер (NZ) 13               | Берндт Перссон (Swe) 13           | Оле Ольсен (Den) 12             |
| 1973 Хожув, Польща                           | Єжи Щакель (Pol) 13                 | Айвен Мейджер (NZ) 13             | Зенон Плех (Pol) 12             |
| 1974 Гетеборг, Швеція                        | Андерс Міханек (Swe) 15             | Айвен Мейджер (NZ) 11             | Сьорен Шестен (Swe) 11          |
| 1975 Вемблі, Велика Британія                 | Оле Ольсен (Den) 15                 | Андерс Міханек (Swe) 13           | Джон Луіс (GB) 12               |
| 1976 Хожув, Польща                           | Пітер Коллінс (GB) 14               | Малкольм Сіммонс (GB) 13          | Філ Крамп (Aus) 12              |
| 1977 Гетеборг, Швеція                        | Айвен Мейджер (NZ) 14               | Пітер Коллінс(GB) 13              | Оле Ольсен (Den) 12             |
| 1978 Вемблі, Велика Британія                 | Оле Ольсен (Den) 13                 | Гордон Кеннетт (GB) 12            | Скотт Аутрей (USA) 11           |
| 1979 Хожув, Польща                           | Айвен Мейджер (NZ) 14               | Зенон Плех (Pol) 13               | Майкл Лі (GB) 11                |
| 1980 Гетеборг, Швеція                        | Майкл Лі (GB) 14                    | Дейв Джессуп (GB) 12              | Біллі Сендерс (Aus) 12          |
| 1981 Вемблі, Велика Британія                 | Брюс Пенхолл (USA) 14               | Оле Ольсен (Den) 12               | Томмі Кнудсен (Den) 12          |
| 1982 Лос Анджелес, США                       | Брюс Пенхолл (USA) 14               | Лес Коллінс (GB) 13               | Денніс Сігалос (USA) 12         |
| 1983 Норден, Німеччина                       | Егон Мюллер (FRG) 15                | Біллі Сендерс (Aus) 12            | Майкл Лі (GB) 11                |
| 1984 Гетеборг, Швеція                        | Ерік Гундерсен (Den) 14             | Ханс Нільсен (Den) 13             | Ленс Кінг (USA) 13              |
| 1985 Бредфорд, Велика Британія               | Ерік Гундерсен (Den) 13             | Ханс Нільсен (Den) 13             | Сем Єрмоленко (USA) 13          |
| 1986 Хожув, Польща                           | Ханс Нільсен (Den) 14               | Ян Освальд Педерсен (Den) 13      | Келвін Тейтум (GB) 12           |
| 1987 Амстердам, Нідерланди                   | Ханс Нільсен (Den) 27 (12+15)       | Ерік Гундерсен (Den) 24 (13+11)   | Сем Єрмоленко (USA) 24 (13+11)  |
| 1988 Воєнс, Данія                            | Ерік Гундерсен (Den) 14             | Ханс Нільсен (Den) 14             | Ян Освальд Педерсен (Den) 13    |
| 1989 Мюнхен, ФРН                             | Ханс Нільсен (Den) 15               | Саймон Вігг (GB) 12               | Джеремі Донкастер (GB) 12       |
| 1990 Бредфорд, Велика Британія               | Пер Йонссон (Swe) 13                | Шон Моран (USA) (дискваліфікація) | Тодд Вілтшир (Aus) 12           |
| 1991 Гетеборг, Швеція                        | Ян Освальд Педерсен (Den) 15        | Тоні Рікардссон (Swe) 12          | Ханс Нільсен (Den) 11           |
| 1992 Вроцлав, Польща                         | Гарі Хевлок (GB) 14                 | Пер Йонссон (Swe) 11              | Герт Хандберг (Den) 10          |
| 1993 Поккінг, Німеччина                      | Сем Єрмоленко (USA) 12              | Ханс Нільсен (Den) 11             | Кріс Луїс (GB) 11               |
| 1994 Военс, Данія                            | Тоні Рікардссон (Swe) 12            | Ханс Нільсен (Den) 12             | Крайг Бойс (Aus) 12             |
| Світова серія Гран-прі                       |                                     |                                   |                                 |
| Рік                                          | Переможець                          | Друге місце                       | Третє місце                     |
| 1995 (6 етапів)                              | Ханс Нільсен 103                    | Тоні Рікардссон 88                | Сем Єрмоленко 83                |
| 1996 (6 етапів)                              | Біллі Хемілл 113                    | Ханс Нільсен 111                  | Грег Хенкок 88                  |
| 1997 (6 етапів)                              | Грег Хенкок 118                     | Біллі Хемілл 111                  | Томаш Голлоб 92                 |
| 1998 (6 етапів)                              | Тоні Рікардссон 111                 | Джиммі Нільсен 99                 | Томаш Голлоб 97                 |
| 1999 (6 етапів)                              | Тоні Рікардссон 111                 | Томаш Голлоб 98                   | Ханс Нільсен 76                 |
| 2000 (6 етапів)                              | Марк Лорам 102                      | Біллі Хемілл 95                   | Тоні Рікардссон 94              |
| 2001 (6 етапів)                              | Тоні Рікардссон 121                 | Джейсон Крамп 113                 | Томаш Голлоб 89                 |
| 2002 (10 етапів)                             | Тоні Рікардссон 181                 | Джейсон Крамп 162                 | Раян Салліван 158               |
| 2003 (9 етапів)                              | Ніккі Педерсен 152                  | Джейсон Крамп 144                 | Тоні Рікардссон 127             |
| 2004 (9 етапів)                              | Джейсон Крамп 158                   | Тоні Рікардссон 155               | Грег Хенкок 137                 |
| 2005 (9 етапів)                              | Тоні Рікардссон 196                 | Джейсон Крамп 154                 | Лі Адамс 107                    |
| 2006 (10 етапів)                             | Джейсон Крамп 188                   | Грег Хенкок 144                   | Ніккі Педерсен 134              |
| 2007 (11 етапів)                             | Ніккі Педерсен 196                  | Лі Адамс 153                      | Джейсон Крамп 124               |
| 2008 (11 етапів)                             | Ніккі Педерсен 174                  | Джейсон Крамп 152                 | Томаш Голлоб 148                |
| 2009 (11 етапів)                             | Джейсон Крамп 159                   | Томаш Голлоб 144                  | Еміль Сайфутдінов 139           |
| 2010 (11 етапів)                             | Томаш Голлоб 166                    | Ярослав Хампель 137               | Джейсон Крамп 135               |
| 2011 (11 етапів)                             | Грег Хенкок 165                     | Андреас Йонссон 125               | Ярослав Хампель 123             |
| 2012 (12 етапів)                             | Кріс Холдер 160                     | Ніккі Педерсен 152                | Грег Хенкок 148                 |
| 2013 (12 етапів)                             | Тай Воффінден 151                   | Ярослав Хампель 142               | Нільс-Крістіан Іверсен 132      |
| 2014 (12 етапів)                             | Грег Хенкок 140                     | Кшиштоф Каспшак 132               | Ніккі Педерсен 121              |
| 2015 (12 етапів)                             | Тай Воффінден 163                   | Грег Хенкок 147                   | Ніккі Педерсен 131              |
| 2016 (11 етапів)                             | Грег Хенкок 139                     | Тай Воффінден 130                 | Бартош Змарзлік 128             |
| 2017 (12 етапів)                             | Джейсон Дойл 161                    | Патрик Дудек 143                  | Тай Воффінден 131               |
| 2018 (10 етапів)                             | Тай Воффінден 139                   | Бартош Змарзлік 129               | Фредрік Ліндгрен 109            |
| 2019 (10 етапів)                             | Бартош Змарзлік 132                 | Леон Мадсен 130                   | Еміль Сайфутдінов 126           |
| 2020 (8 етапів)                              | Бартош Змарзлік 133                 | Тай Воффінден 117                 | Фредрік Ліндгрен 117            |
| 2021 (11 етапів)                             | Артём Лагута 192                    | Бартош Змарзлік 189               | Еміль Сайфутдінов 149           |
| 2022 (10 етапів)                             | Бартош Змарзлік 166                 | Леон Мадсен 133                   | Мацей Яновский 106              |